# Рябовка (Брянская область)
Рябовка — деревня в Унечском районе Брянской области в составе Березинского сельского поселения.

## География
Находится в центральной части Брянской области на расстоянии приблизительно 3 км на юго-восток по прямой от районного центра города Унеча.

## История
Основана в 1712 году Машкевичем. С 1731 года — владение Григория Скорупы, позднее перешла к Сулимам. В XIX веке действовал винокуренный завод. До 1781 года входила в Новоместскую сотню Стародубского полка. В середине XX века работал колхоз «Красная звезда». В 1859 году здесь (деревня Мглинского уезда Черниговской губернии) учтено было 11 дворов, в 1892—22.

## Население
Численность населения: 92 человека (1859 год), 129 (1892 год), 250 (1926 год), 254 (1979 год), 177 (2002 год), 168 (2010 год), 145 (2020 год).